# غاري لين
غاري لين (بالإنجليزية: Gary Lane)‏ هو لاعب كرة قدم أمريكية ولاعب كرة قدم كندية أمريكي، ولد في 21 ديسمبر 1942 في وود ريفر في الولايات المتحدة، وتوفي في 27 يونيو 2003 في سانت لويس في الولايات المتحدة بسبب نوبة قلبية.

## وصلات خارجية
- غاري لين على موقع مرجع كرة القدم المحترفة.كوم (الإنجليزية)